# Гай Корнелий Цетег (заговорщик)
Гай Корне́лий Цете́г (лат. Gaius Cornelius Cethegus; умер 5 декабря 63 года до н. э.) — римский политический деятель, участник заговора Катилины. Считался самым храбрым и решительным из заговорщиков, должен был во время мятежа убить Марка Туллия Цицерона. Был казнён без суда по решению сената.

## Происхождение
Гай Корнелий принадлежал к одному из самых знатных и разветвлённых родов Рима, имевшему этрусское происхождение. Первыми носителями когномена Цетег (Cethegus или Cetegus) были консулы 204 и 197 годов до н. э. В целом генеалогия Цетегов известна очень плохо: в источниках нет информации о том, в каком конкретно родстве состоял Гай со своими сородичами. У него был брат, заседавший к 63 году до н. э. в сенате (преномен не известен); его родственником был консул 58 года до н. э. Луций Кальпурний Пизон Цезонин.

## Биография
Первые упоминания о Гае Корнелии в сохранившихся источниках относятся ко времени до 71 года до н. э. Марк Туллий Цицерон в своей речи в защиту Публия Корнелия Суллы бегло упоминает покушение на проконсула Дальней Испании Квинта Цецилия Метелла Пия (правил в 79—71 годах до н. э.), в котором участвовал Цетег. Проконсулу была нанесена рана, но больше об этой истории ничего не известно — включая имена других заговорщиков, цели заговора и то, почему участники покушения не были наказаны.
В 63 году до н. э. Гай Корнелий оказался одним из последователей Луция Сергия Катилины, составившего заговор для захвата власти в республике. По словам Саллюстия, Цетег тогда был ещё молодым человеком; Аппиан называет его в связи с событиями 63 года претором, но это явная ошибка. Гай считался, по-видимому, самым смелым и самым опасным из катилинариев, и поэтому в начале осени Луций Эмилий Лепид Павел привлёк его вместе с Луцием Сергием к суду по обвинению в насильственных действиях. Процесс так и не начался из-за последующих событий.
Заговорщики хотели перейти к решительным действиям в конце октября: сулланские ветераны во главе с Гаем Манлием должны были поднять восстание в Этрурии, а Катилина, Цетег и прочие — перебить своих врагов в Риме. Но об этих планах стало известно одному из консулов, Марку Туллию Цицерону, так что открытое выступление пришлось отложить. Ночью на 6 ноября в доме Марка Порция Леки на улице Серповщиков состоялось тайное совещание заговорщиков, на котором было решено уже на следующий день убить Цицерона, а потом поджечь город, спровоцировав таким образом массовые беспорядки; но покушение было сорвано. 7 ноября на заседании сената Цицерон открыто обвинил Катилину в подготовке к мятежу, и тот был вынужден уехать из Рима к Гаю Манлию. Другие заговорщики остались в городе. Их задачей, по словам Саллюстия, было «любыми средствами укреплять главные силы заговора, поторопиться с покушением на консула, готовиться к резне, поджогам и другим преступлениям, связанным с войной». Лидером стал Публий Корнелий Лентул Сура (единственный консуляр), и антиковеды констатируют, что Цетег лучше сыграл бы эту роль как человек «от природы храбрый, решительный, готовый к действиям».
Гай Корнелий настаивал на немедленном выступлении, говоря, что готов напасть на курию, где заседал сенат, с небольшим вооружённым отрядом, но Лентул отложил активные действия до 17 декабря. На Цетега была возложена самая трудная задача — убить Цицерона в его доме; известно, что он планировал убийства ещё двух консулов (избранных на следующий год) и четырёх преторов. В первые дни декабря заговорщики попытались привлечь на свою сторону галльское племя аллоброгов, и это сыграло роковую роль: письма к аллоброгам попали в руки Цицерона, став стопроцентными доказательствами вины Цетега, Лентула и прочих. 3 декабря заговорщиков привели на заседание сената. Сенаторы, убедившись, что на письмах подлинные печати, постановили взять подозреваемых под стражу, а в их домах провести обыски; были найдены арсеналы с оружием.
Цетега поместили под арест в доме Квинта Корнифиция. Известно, что он призывал своих слуг и вольноотпущенников взяться за оружие и освободить его, но это только подтолкнуло сенат к решительным действиям. 5 декабря состоялось заседание, на котором решалась судьба заговорщиков. Первым взял слово избранный на следующий год консулом Децим Юний Силан, предложивший смертную казнь. Другие выступавшие по очереди поддерживали Силана, но претор будущего года Гай Юлий Цезарь предложил приговорить катилинариев к пожизненному заключению в разных городах Италии. Под воздействием его речи другие ораторы, включая Силана, изменили своё первоначальное мнение; наконец, Марк Порций Катон потребовал смертной казни. Его выступление стало решающим.
Заговорщиков сразу после заседания отвели в Мамертинскую тюрьму и там задушили. Цицерон сообщил об этом собравшейся толпе с помощью всего одного слова — vixerunt («отжили»), — что вызвало всеобщий восторг.